# Tropocyclops federensis
Tropocyclops federensis là một loài động vật giáp xác thuộc họ Cyclopidae. Đây là loài đặc hữu của Brasil. Môi trường sống tự nhiên của chúng là hồ nước ngọt.